# Vamlingbo församling
Vamlingbo församling som var en församling i Visby stift uppgick 2006 i Hoburgs församling.  Församlingskyrka var Vamlingbo kyrka.

## Administrativ historik
Församlingen har medeltida ursprung. Församlingen utgjorde på medeltiden ett eget pastorat för att därefter till 1937 vara moderförsamling i pastoratet Vamlingbo och Sundre. Från 1937 annexförsamling i pastoratet Öja, Hamra, Vamlingbo och Sundre som 1962 utökades med Fide församling. 2006 uppgick församlingen i Hoburgs församling tillsammans med övriga församlingar i pastoratet.
Församlingskod var 098091.

## Organister, lärare och klockare
| Verksam   | Namn                 | Levnadstid | Övrigt                   |
| --------- | -------------------- | ---------- | ------------------------ |
| 1756-1769 | Johan Flack          | 1740-      | Skolmästare              |
| 1756-1769 | Per Hansson          | 1728-      | Klockare                 |
| 1808-1825 | Hans Persson         | 1758-      | Klockare                 |
| 1822-1871 | Jacob Qvarnström     | 1793-      | Skolmästare och klockare |
| 1837-1876 | Elias Petter Löfving | 1816-      | Organist och skollärare  |
| 1877-1880 | Carl Niklas Laurin   | 1844-      | Folkskollärare           |
| 1880-1894 | Patrik Svallingson   | 1855-      | Folkskollärare           |